# NGC 5443
NGC 5443 is een balkspiraalstelsel in het sterrenbeeld Grote Beer. Het hemelobject werd op 14 april 1789 ontdekt door de Duits-Britse astronoom William Herschel.

## Synoniemen
- UGC 8958
- MCG 9-23-26
- ZWG 272.20
- IRAS 14004+5603
- PGC 49993